# Zdzisław Nowak (hokeista)
Zdzisław Ignacy Nowak (ur. 25 lutego 1928 w Krynicy, zm. 25 listopada 2000 tamże) – polski hokeista, olimpijczyk.
Grał na pozycji środkowego napastnika. Uczestniczył w olimpiadzie w Cortinie d’Ampezzo 1956, gdzie polska drużyna zajęła 8. miejsce. Brał udział w mistrzostwach świata w 1955 i 1957, a także w Akademickich Mistrzostwach Świata 1956 (3. miejsce).
Pięciokrotnie zdobywał mistrzostwo Polski: w 1950 z KTH Krynica i w latach 1952, 1953, 1954 i 1955 z CWKS Warszawa.